# Bridger och Brecken Palmer
Bridger och Brecken Palmer, födda 24 november 1998 är amerikanska tvillingskådespelare. De spelade Otto "Otter" (Bridger) och Ely (Brecken) Beardsley i filmen Yours, Mine and Ours. De började skådespela när de var 4 år gamla, i sin syster Jaelins fotspår.
Bröderna har också varit med i att avsnitt av Desperate Housewives, Color and Light. Bridger spelade P.J Harper och Brecken spelade Jimmy Harper. Bridger och Brecken spelade skådespelarna till Zack (Brecken) och Cody (Bridger) i den första delen av avsnittet The Suite Life Goes Hollywood i The Suite Life of Zack and Cody. Det hade premiär den 20 april i USA.
Bridger har också spelat små roller i Cuts, Bones och The Closer, utan sin bror.
Bridger och Brecken är tvåäggstvillingar, trots att de alltid spelar enäggstvillingar i filmer och TV-serier. Det skiljer 6 minuter mellan dem, och Bridger är äldst. 
Tvillingarna har båda mellanlångt, blont hår. Bridger har bruna ögon, medan Brecken har blå.
De har två systrar. McKenna Palmer och Jaelin Palmer. Jaelin hade en liten roll som mobbare i Yours, Mine and Ours, och hon spelade även "Knäckaren" i Hannah Montana-avsnittet School Bully.
Bridger och Brecken var nominerade i Young Artist Award 2006, för deras insats i Yours, Mine and Ours. De delade nomineringen tillsammans med de andra barnskådespelarna i filmen.